# Cristian Campozano
Cristian Andrés Campozano (Formosa, Argentina; 17 de junio de 1985) es un futbolista argentino. Juega como delantero y su primer equipo fue Ben Hur de Rafaela. Actualmente milita en el Atlético Club San Martín, equipo que volverá a competir en el Torneo Federal A 2023 tras 16 años de ausencia.

## Clubes
| Club                       | País      | Año           |
| -------------------------- | --------- | ------------- |
| Ben Hur de Rafaela         | Argentina | 2006-2007     |
| La Plata FC                | Argentina | 2007-2008     |
| FK Dinamo Tirana           | Albania   | 2008          |
| Deportes Iquique           | Chile     | 2009          |
| Villa San Carlos           | Argentina | 2010          |
| Deportivo Morón            | Argentina | 2010          |
| Villa San Carlos           | Argentina | 2011          |
| Central Córdoba (SdE)      | Argentina | 2011-2012     |
| Midland                    | Argentina | 2012-2013     |
| Colegiales                 | Argentina | 2013-2014     |
| San Luis de Quillota       | Chile     | 2014-2015     |
| Platense                   | Argentina | 2015-2016     |
| Villa San Carlos           | Argentina | 2016-2017     |
| Sportivo Patria de Formosa | Argentina | 2017-2018     |
| Crucero del Norte          | Argentina | 2018-2019     |
| Deportivo Itapuense        | Paraguay  | 2019          |
| Crucero del Norte          | Argentina | 2019-2020     |
| Sportivo Belgrano          | Argentina | 2020-2021     |
| Crucero del Norte          | Argentina | 2021          |
| Deportivo Itapuense        | Paraguay  | 2021          |
| Crucero del Norte          | Argentina | 2022          |
| San Martín (Mendoza)       | Argentina | 2022-presente |

- Datos: Q5186153